# Franz-Josefs-Kai

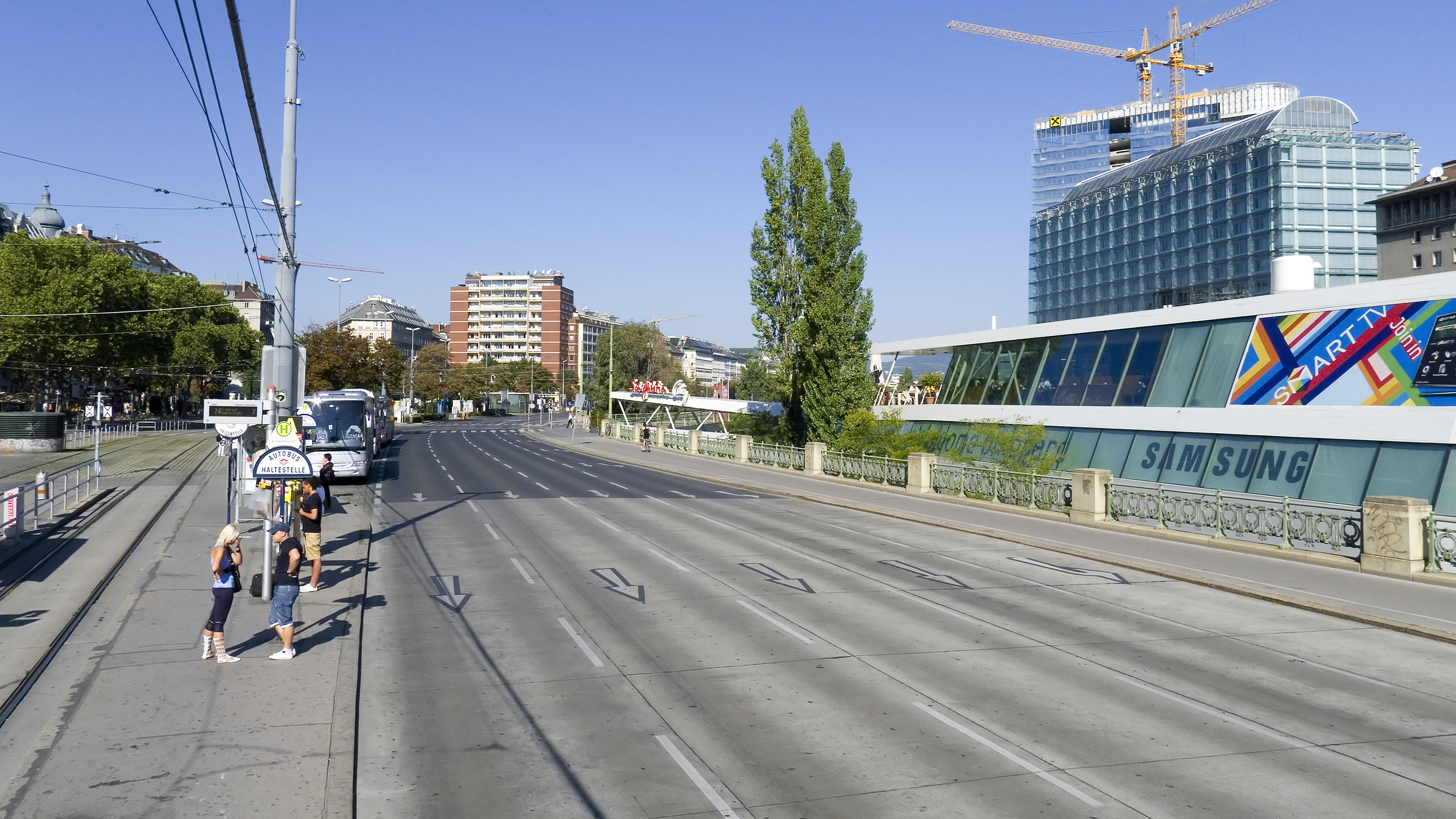
Der Franz-Josefs-Kai beim Schwedenplatz Richtung Nordwesten; vorne rechts die Schiffstation Wien City

Der Franz-Josefs-Kai im 1. Wiener Gemeindebezirk, Innere Stadt, ist etwa 50 bis 100 m breit und führt auf 1,3 km Länge am rechten Ufer des Donaukanals entlang. Er bildet das nordöstliche Viertel des die Wiener Altstadt umrundenden, im Individualverkehr nur im Uhrzeigersinn befahrbaren Straßenzuges und erstreckt sich von der Maria-Theresien-Straße, der Grenze zum 9. Bezirk, und vom Ringturm (Schottenring), an Morzinplatz und Schwedenplatz entlang, bis zum Julius-Raab-Platz (Urania, Stubenring); bekannter ist der von Urania bis Ringturm anschließende andere Teil, die Wiener Ringstraße. Straßenbaurechtlich ist der Kai Teil der Donaukanalstraße (B227), einer Wiener Landesstraße.

## Geschichte

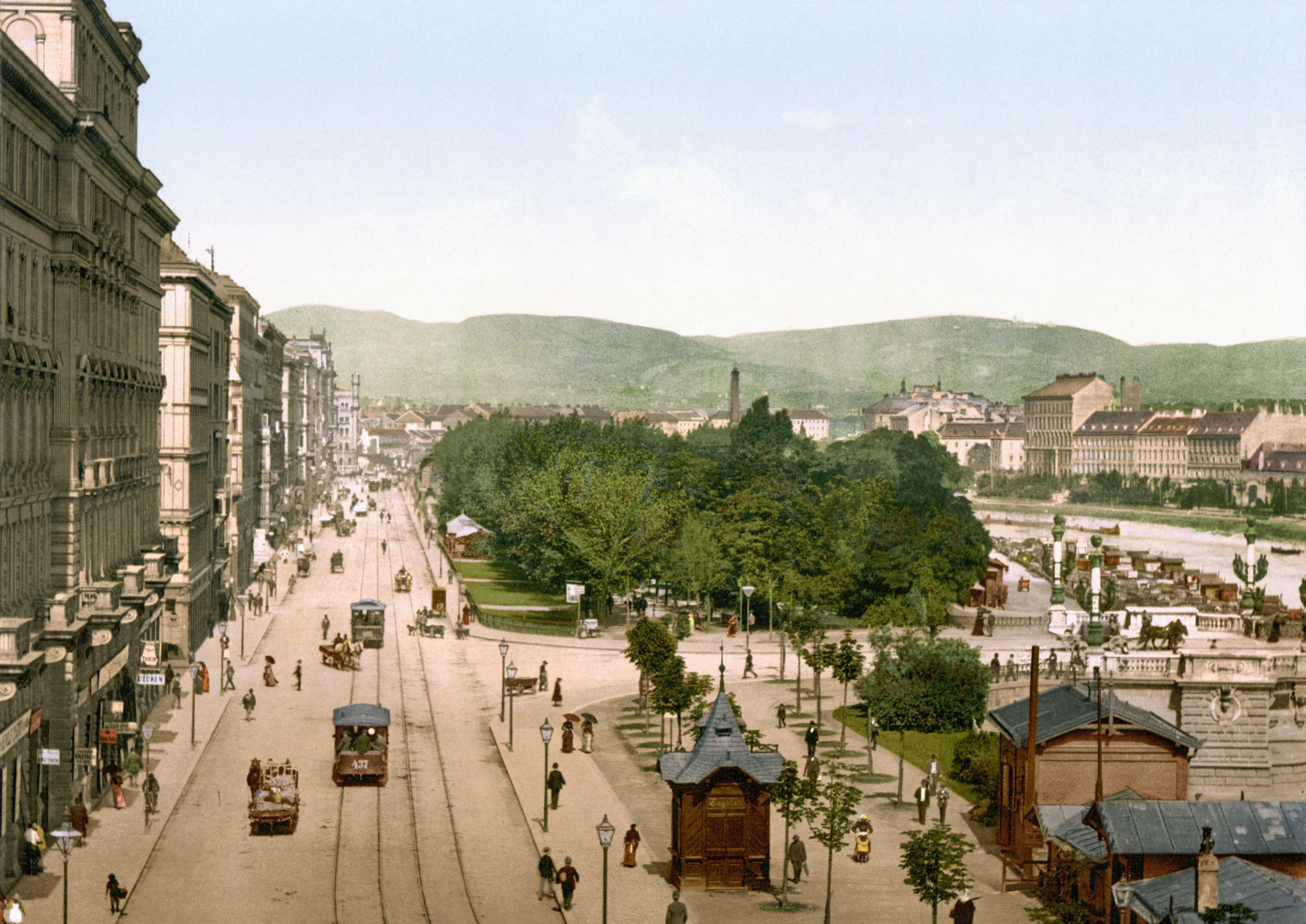
Franz-Josefs-Kai um 1900, von der Salztorbrücke flussaufwärts gesehen. Im Hintergrund die Berge des Wienerwalds

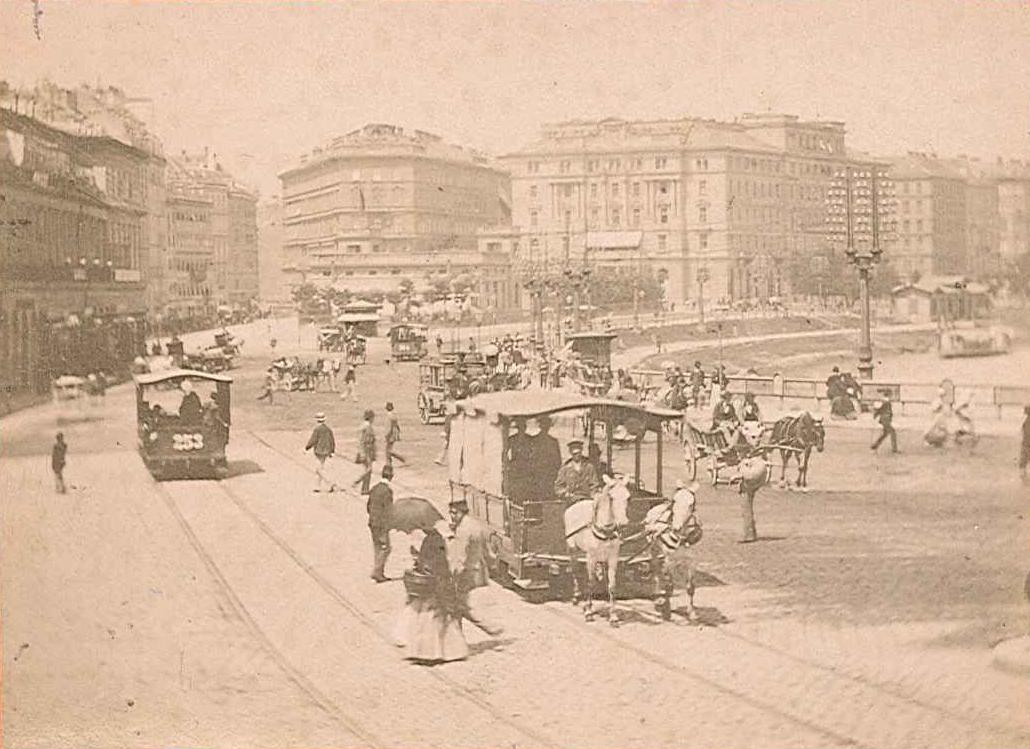
Der Franz-Josefs-Kai um 1880, im Hintergrund rechts der Mitte das Hotel Metropol am 1888 benannten Morzinplatz

Die Geschichte der Wiener Stadtmauern, ihrer Demolierung und der Anlage des die Altstadt umrundenden Straßenzuges ist hier im Detail dargestellt.
Der Kai, wie ihn die Wiener meist nennen, wurde 1858–1860 im Zuge der Demolierung der Fortifikationen angelegt – mit Baubeginn am 29. März 1858, als bei der Rotenturmbastei die ersten Ziegel ausgebrochen wurden.
Am 1. Mai 1858 nahmen Kaiser und Kaiserin an der feierlichen Eröffnung des Straßenzugs teil. Der Bitte von Bürgermeister Johann Kaspar von Seiller (1802–1888), den Kai nach dem Monarchen benennen zu dürfen, wurde entsprochen; der Kaiser hatte per Handschreiben vom 20. Dezember 1857 die Auflassung der Umwallung der Inneren Stadt sowie der Gräben um dieselbe bewilligt.
Der Kai wurde damals als fast ebenso repräsentativ betrachtet wie die Ringstraße und wies Bauten im typischen Ringstraßenstil (siehe: Historismus) auf; die meisten sind 1945 bei Artillerieduellen zwischen der deutschen Wehrmacht und der Roten Armee in der Schlacht um Wien zerstört worden. Die verbliebenen, wieder aufgebauten 5- bis 6-stöckigen Wohnhäuser stammen großteils aus der Gründerzeit.
Nach 1945 wurden durch die Auflassung zweier enger, nur mehr von Ruinen flankierter Parallelgassen zum Kai bei der Einmündung der Rotenturmstraße, der Adlergasse (Richtung Schwedenplatz) und der Kohlmessergasse (Richtung Morzinplatz), diese zwei Plätze im Zuge des Kais auf mehr als das Doppelte vergrößert und gehen seither optisch (wenn auch nicht hinsichtlich der Hausnummern) ineinander über. Sie wurden dadurch für Fußgänger und Geschäfte wesentlich attraktiver. Die Ergebnisse eines 1946 ausgeschriebenen Ideenwettbewerbs für die großräumige Neugestaltung der Donaukanalzone wurden nicht realisiert. Das radikalste Projekt legte Lois Welzenbacher vor: Neben einigen Hochhäusern hätten in einer rhythmischen Abfolge senkrecht zum Donaukanal (und damit auch zum Franz-Josefs-Kai) gestellte Bauten errichtet werden sollen.
In den 1960er Jahren wurde im nördlichen Teil des Kais zwischen Schottenring, Ecke Ringturm, und Salztorbrücke die auf dem ganzen Kai vierspurige Fahrbahn an die flussseitige Außenseite der dort befindlichen Grünanlagen verlegt; damit wurden die Fußgängerbereiche entlang der Häuser stark vergrößert. Dabei entstand auch ein eigener Gleiskörper für die Straßenbahn, später auf den ganzen Kai verlängert.
Die nördlich und östlich entlang des rechten Donaukanalufers an den Franz-Josefs-Kai anschließenden Straßen, ebenfalls Teile der B227, tragen andere Namen (Norden: Rossauer Lände; Osten/Südosten: Uraniastraße, Obere Weißgerberstraße, Dampfschiffstraße, Weißgerberlände, Erdberger Lände usw.) und sind weniger breit. Flussabwärts der Stadionbrücke geht der Straßenzug in die Ostautobahn (A4) Richtung Flughafen Wien und Budapest über.

## Bauten, Straßen, Brücken
Die Liste beginnt am nördlichen Ende des Kais. Angeführte Nummern sind Ordnungsnummern (vulgo Hausnummern) des Kais. Die fünf Brücken (sie waren 1945 zerstört) führen in den 2. Wiener Gemeindebezirk, die Leopoldstadt, die sich auf dem südlichen Teil der von Donaukanal und Donau gebildeten Insel erstreckt.
- Augartenbrücke (in Verlängerung der parallel zum Schottenring verlaufenden Maria-Theresien-Straße), nördliches Ende des Franz-Josefs-Kais. Die Brücke markiert die Grenze zwischen 1. und 9. Bezirk.
- Nr. 63 und 65: Dieser außerhalb der Ringstraße gelegene Häuserblock zählt, was wenig bekannt ist, zum Franz-Josefs-Kai.
- Nr. 59 und 61: Ringturm. Er markiert Ecke Schottenring das vermeintliche nördliche Ende des Kais, der tatsächlich bis zur Augartenbrücke reicht.
- „Flex“: stadtbekannter Musikklub in einem stillgelegten U-Bahn-Schacht, vom Vorkai aus zugänglich (Stiege bei der Augartenbrücke)
- U-Bahn-Station Schottenring (U2, U4): dem Ringturm am Kai gegenüber
- Nr. 37: „Gotisches Haus“, von Heinrich Ferstel 1860–1862 erbaut
- Salztorbrücke (benannt nach dem 1759 demolierten Stadttor, dieses nach dem einst hier betriebenen Salzhandel)
- Gegenüber der Brücke: Salztorgasse (wichtige Zufahrt zur Altstadt, Linie 2A)
- Nr. 31 und 33: Leopold-Figl-Hof auf dem Grundstück des 1945 zerstörten Hotels Métropole, seit 1938 Wiener Sitz der Gestapo (Opfergedenkraum, Eingang Salztorgasse)
- Morzinplatz: Er erweitert den Straßenraum des Kais Richtung Altstadt; auf einer Geländestufe, über die Ruprechtsstiege erreichbar, steht die Ruprechtskirche, eine der ältesten Wiens. Der Häuserblock rechts neben der Stiege hat die Adressen Morzinplatz 1 und 2, die zum Morzinplatz weisende Seite des Leopold-Figl-Hofes hat Nr. 4 (einstiger Hotel-Haupteingang). Weitere Hausnummern bestehen nicht; der Häuserblock links neben der Stiege weist die Adresse Franz-Josefs-Kai 29 auf.
- Denkmal zur Erinnerung an die Opfer der Gestapo (auf dem Morzinplatz gegenüber Nr. 4)
- Nr. 25–29: Hier verlief bis 1954 vom Morzinplatz bis zur Rotenturmstraße parallel zum Kai die Kohlmessergasse, an die kaiseitig der nach 1887 in späthistoristischem Stil erbaute, 110 m lange, 6-stöckige Herminenhof anschloss.[4] Der enorme Bau wurde 1945 in der Schlacht um Wien zerstört, der Bauplatz dann durch eine Grünanlage ersetzt.[5]
- Marienbrücke (mit einer 5 m hohen Jugendstil-Madonna)
- Gegenüber der Brücke: Einmündung der vom Stephansplatz, der Stadtmitte, kommenden Rotenturmstraße, der Ausfahrt aus diesem Teil der Altstadt (Linie 2A); das Eckhaus Franz-Josefs-Kai 23, ursprünglich Hotel, wurde 1889 von Wilhelm Fraenkel erbaut. Hier befand sich das Rotenturmtor, an dem im März 1858 die Demolierung der Stadtmauer, Voraussetzung für den Bau des Franz-Josefs-Kais, begann.[6]
- Nr. 13–23: Hier verlief bis 1954 parallel zum Kai die von der Rotenturmstraße zum Schwedenplatz führende Adlergasse, an die kaiseitig ein Häuserblock anschloss; er wurde 1945 zerstört, die Fläche dann zur Erweiterung des Schwedenplatzes genützt.
- Auf dem Vorkai: Schiffstation Wien City
- U-Bahn-Station Schwedenplatz (U1, U4)
- Schwedenbrücke (zwischen Schwedenplatz, Taborstraße und Praterstraße, benannt als Dank für schwedische Hilfe nach dem Ersten Weltkrieg)
- Schwedenplatz: Er weist nur in seinem Bestand vor 1945 Hausnummern auf. Nr. 1 war die Seitenfront des 1945 zerstörten Häuserblocks zwischen Adlergasse und Kai und ist heute nicht vorhanden, Nr. 2 ist das Eckhaus zum Laurenzerberg, Nr. 3 und 4 ein Hotel, Nr. 5 die Seitenfront des Hauses Franz-Josefs-Kai 11 (Ecke Postgasse).
- Nr. 7 und 9: Gebäude des Verteidigungsministeriums, das seit 2004 seinen Hauptsitz in der Rossauer Kaserne hat; das 1907 als „Industriepalast“ eröffnete Haus wird seit 1938 militärisch genutzt und wurde 1955 umgebaut.
- Nr. 1–9: Die Grundstücke gehörten bis 1901 zur dann abgerissenen Franz-Josephs-Kaserne.
- Julius-Raab-Platz (seit 1976, vorher seit 1903 Aspernplatz): Die große Kreuzung, östliches Ende des Franz-Josefs-Kais, verbindet den Kai mit der Aspernbrücke, neben der seit 1905 die von Max Fabiani entworfene Urania steht, mit der in der Verlängerung des Kais verlaufenden Uraniastraße und mit dem südlich anstoßenden Stubenring.
- Aspernbrücke (benannt nach dem 1809 erzielten ersten Sieg über Napoleon)

## Öffentlicher Verkehr
Der Kai wurde seit 1869 von der um 1900 kommunalisierten Straßenbahn befahren, anfangs als Pferdebahn und seit 1898 elektrisch. Heute befährt die Straßenbahnlinie 1 den Kai auf voller Länge, die Linie 2 den östlichen Abschnitt vom Schwedenplatz zur Urania. Die Züge der Richtung Floridsdorf und Stammersdorf verkehrenden Linie 31 haben ihre zentrumsseitige Endstation auf dem nördlichsten Abschnitt des Kais vor der U-Bahn-Station Schottenring; dort befindet sich auch die nördliche Endstation der durch die Altstadt verkehrenden Autobuslinie 3A, beim Schwedenplatz die der Linie 2A.

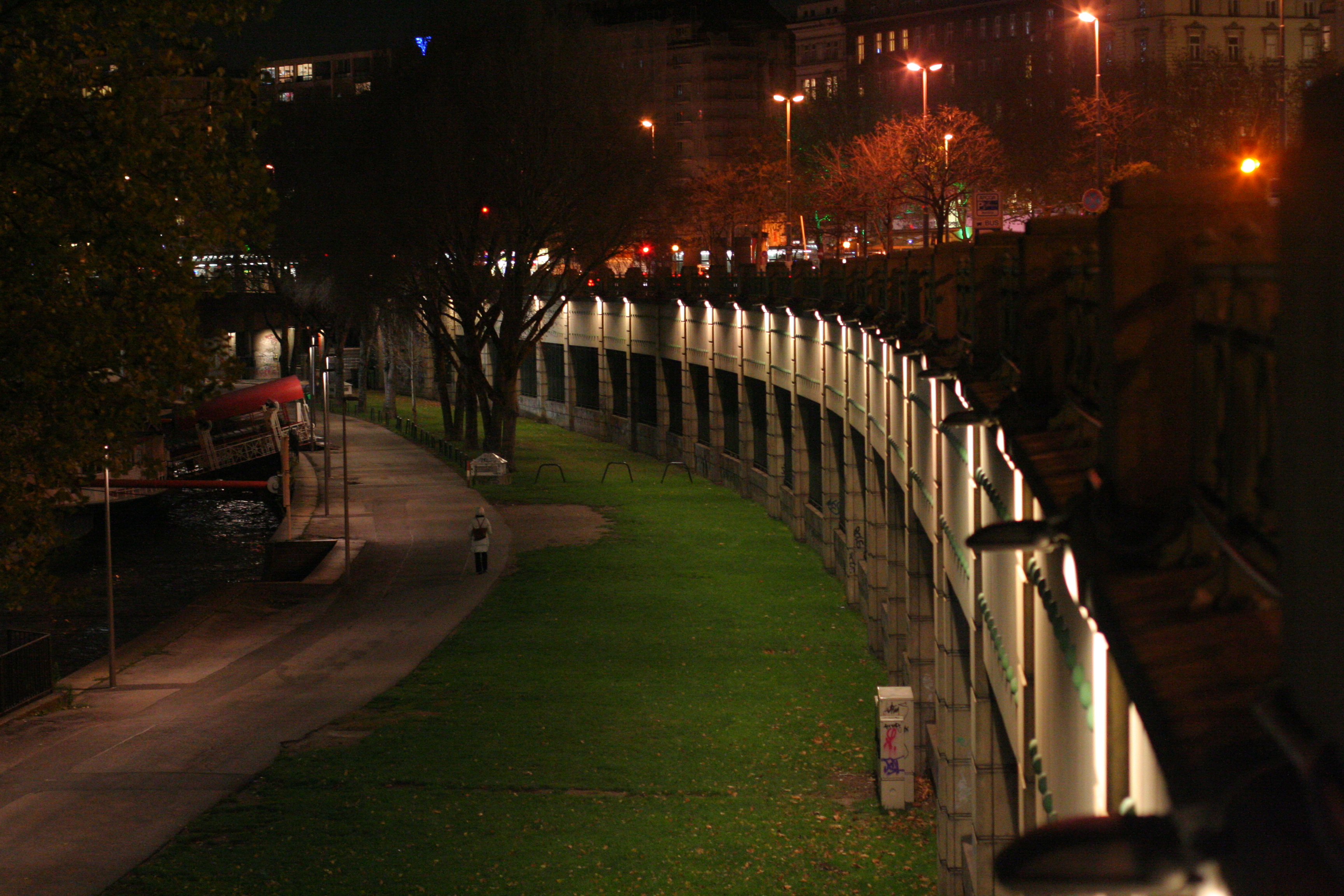
Die U-Bahn-Linie U4 verkehrt in einer Galerie unter dem Franz-Josefs-Kai

Der Kai wurde außerdem ab 1901 von der Donaukanallinie der Wiener Dampfstadtbahn bedient, die wiederum 1925 von der Wiener Elektrischen Stadtbahn abgelöst wurde. Die Stadtbahn hatte eine Haltestelle am nördlichen Ende der Straße (Stationsname: Schottenring) und eine weitere auf dem 1897 so benannten Kaiser-Ferdinands-Platz, seit 1919 Schwedenplatz. (Ferdinand war der unmittelbare Vorgänger Franz Josephs auf dem Kaiserthron, nach dem seit 1819 die Ferdinandsbrücke, heute Schwedenbrücke, benannt war.) Seit 1978 verkehrt hier anstelle der Stadtbahn die U-Bahn-Linie U4. Sie wird bei der Station Schottenring seit 1980 von der Linie U2 erreicht und von ihr seit 2008 gekreuzt. Bei der Station Schwedenplatz kreuzt seit 1979 die Linie U1 die U4.
Auf dem Morzinplatz/Schwedenplatz befindet sich eine Abfahrtsstelle der Vienna Airport Lines genannten Busverbindungen zum Flughafen Wien.

## Vorkai

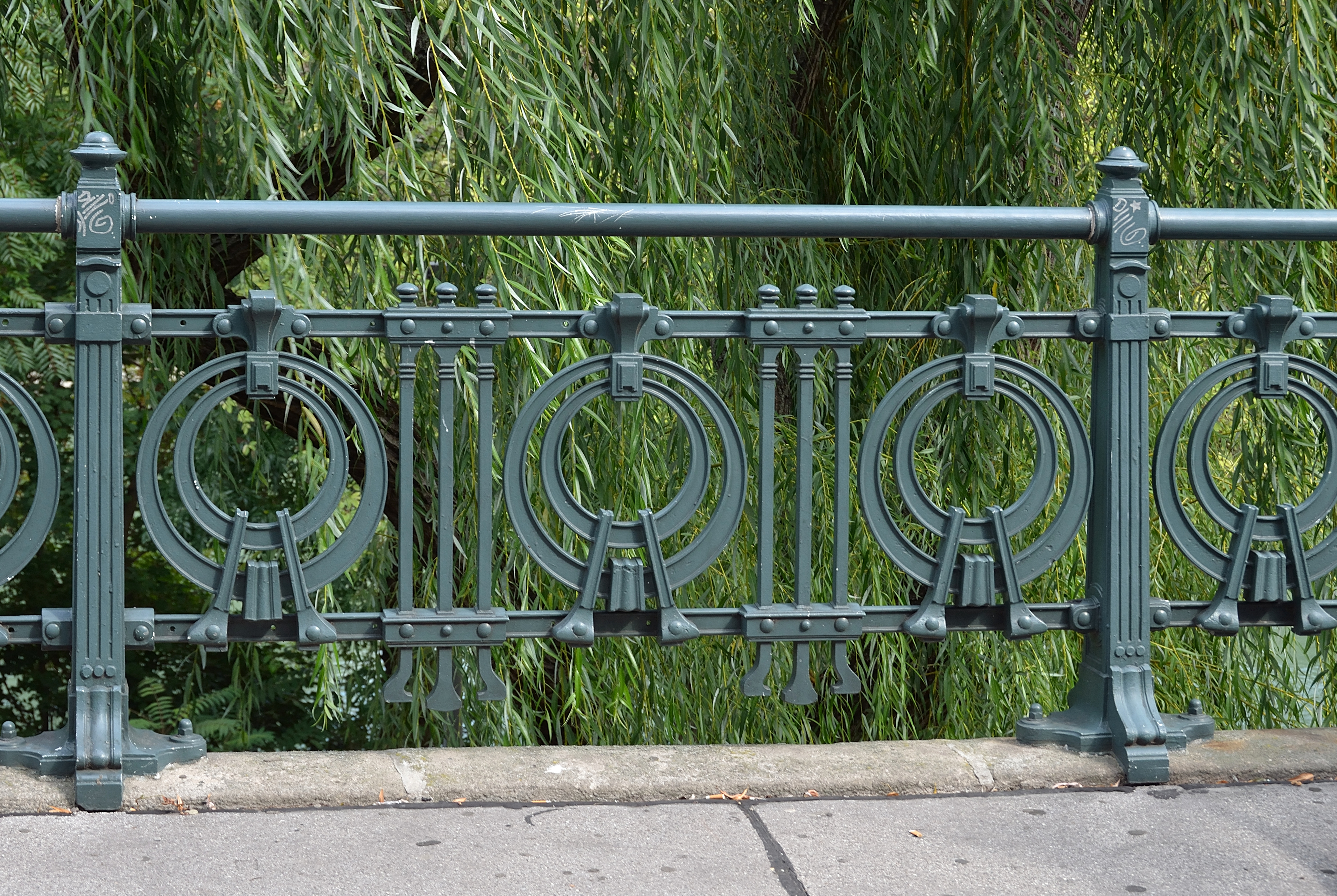
Für den Franz-Josefs-Kai typisches Otto-Wagner-Geländer, hier bei der U-Bahn-Station Roßauer Lände

Der Niveauunterschied zwischen Kai und Flussbett des Donaukanals wurde ursprünglich von einer grasbewachsenen Böschung bewältigt. Im Zuge des Baues der Stadtbahn wurde um 1900 ein gemauerter, befahrbarer Vorkai (heute am Südufer eine Radroute) erstellt, auf dessen Niveau der Gleiskörper der Stadtbahn errichtet wurde, teils komplett eingehaust, teils in offenen Galerien. Daraus ergab sich auf Straßenniveau eine befestigte Uferkante mit den typischen Otto-Wagner-Geländern, von der aus bei den Brücken Stiegen und Rampen zum Vorkai führen. Auf dem Niveau des Vorkais und auf dem Wasser bestand flussaufwärts der Salztorbrücke seit 1875 ein Fischmarkt, der zum Teil noch bis in die 1970er Jahre genutzt wurde.
Auf dem Vorkai zwischen Marien- und Schwedenbrücke wurde am Rand des Schwedenplatzes bis 2010 die neue, architektonisch bemerkenswerte Schiffstation Wien City errichtet, von wo aus der „Twin City Liner“ fahrplanmäßig nach Pressburg verkehrt. Auch andere Schiffsrundfahrten haben hier ihren Ausgangspunkt. Zwischen Schweden- und Aspernbrücke liegt im Donaukanal ein Badeschiff. Die wasserseitige Kante des Vorkais bildet die Bezirksgrenze des 1. zum 2. Bezirk.